# Folksvagen Tip 2 (T2)
Folksvagen Tip 2 (T2) predstavlja drugu generaciju Folksvagen transportera. Proizvodnja je počela u Nemačkoj u julu 1967. godine, i trajala je do 1979. godine. U Meksiku, T2 kombi se proizvodio od 1970. go 1994. godine, a u Brazilu je proizvodnja ovog modela obustavljena 2013. godine. Folksvagen entuzijasti ga popularno zovu Terorista, verovatno zbog uloge u filmu Povratak u budućnost.

## Osnovne karakteristike
Druga generacija Folksvagen transportera je izgubila razdvojeno vetrobransko staklo karakteristično za prvu generaciju, dužina i težina vozila su povećane. Bokser motor se, kao i u prvoj generaciji transportera nalazi iza zadnje osovine, a snaga mu je neznatno povećana. Električni sistem je unapređen ugradnjom alternatora umesto diname, a napon instalacije je 12V umesto 6V u prethodnoj generaciji.

## Varijante
Ova vozila se dele na osnovu perioda kada su proizvedena: T2a (proizvedeni do 1971. godine), prelazni T2ab model (proizvedeni 1972. godine), T2b (proizveden nakon 1972. godine) i brazilski T2c sa motorom sa vodenim hlađenjem.

### T2a (1967—1971)
U prvim godinama proizvodnje, T2 transporter su odlikovali obli branici i poklopac motora kao na T1 modelu, prednja vrata su se otvarala do ugla od 90°, zaobljena ventilaciona rešetka na D stubu, prednji migavci pozicionirani ispod farova, zadnja svetla identična onim na T1 modelu uz dodatak malih nezavisnih lampi za hod u nazad. Na sva četiri točka su doboš kočnice, još jedna karakteristika nasleđena od prethodne generacije transportera.

### T2ab (1972)
Folksvagen T2ab je prelazni model čija je proizvodnja trajala samo tokom 1972. godine. Dobio je nova zadnja svetla, veći motor (1.7 l i 2.0 l), usisnici za vazduh na D stubu su povećani, napred su ugrađene disk kočnice.

### T2b (1973—1979)
1973. godine Folksvagen T2 je dobio svoj konačni izgled. Prednji migavci su premešteni iznad farova, dobio je snažnije branike, donekle je povećana bezbednost prilikom frontalnog sudara dodavanjem deformacione zone iza prednjeg branika, što je ovom modelu omogućilo da zadovolji važeću bezbednosnu regulativu za kombije u SAD. Takođe, karakteristični prednji VW znak je redizajniran i smanjen. Do kraja proizvodnje, izmene na modelu su bile mehaničke.

#### 4x4 pogon
Krajem 70-tih godina, izrađeni su prvi prototipovi ovog modela sa pogonom na sva četiri točka. Vozila su bila izrađena isključivo radi testiranja novog pogona i nije bila planirana proizvodnja za tržište. Naime, u to vreme Folksvagen je već uveliko radio na razvoju sledeće generacije T3 Transportera, koji će biti na tržištu ponuđen i sa opcijom pogona na svim točkovima.

### T2c
Model T2c se suštinski razlikuje od ostatka T2 porodice po tome što je imao 1.8 l motor sa vodenim hlađenjem. Proizvodnja je počela 1991. godine u Meksiku za potrebe tržišta Južne i Centralne Amerike. Ovaj model se lako prepoznaje po velikoj crnoj masci hladnjaka montiranoj ispod prednjih farova.

## Prestanak proizvodnje
Nakon prestanka proizvodnje Folksvagen bube 2003. godine u Meksiku, T2 je ostao jedini Folksvagenov model u proizvodnji u koji su se još uvek ugrađivali motori sa vazdušnim hlađenjem. Međutim, dve godine kasnije je obustavljena ugradnja ovih motora i od 23. decembra 2005. godine T2 kombi je bio dostupan samo sa motorima sa vodenim hlađenjem..
Kraj ere Folksvagenovih bokser motora sa vazdušnim hlađenjem usled uvođenja strožih normi za izduvne gasove u Brazilu je obeležen 2005. godine ograničenom serijom kombija u specijalnom izdanju (енгл. Special Edition Kombi) od samo 200 jedinica. Ove kombije su karakterisali srebrna metalik boja i oznake Ograničena serija.

## Spoljašnje veze
- VW T2 modeli